# Harpalus autumnalis
Harpalus autumnalis es una especie de escarabajo del género Harpalus, familia Carabidae. Fue descrita científicamente por Duftschmid en 1812.
Habita en Suecia, Francia, Bélgica, Países Bajos, Alemania, Suiza, Austria, Chequia, Eslovaquia, Hungría, Polonia, Letonia, Lituania, Ucrania, Italia, Eslovenia, Croacia, Bosnia y Herzegovina, Yugoslavia, Macedonia del Norte, Albania, Grecia, Bulgaria, Rumania, Moldavia, Kazajistán y Rusia.